# Begonia subvillosa
Espèce
Synonymes
- Begonia heineri Brade[2]
- Begonia leptotricha C.DC.[2]
- Begonia schmidtiana Regel[2]
- Begonia villosa Klotzsch[2]

Begonia subvillosa est une espèce de plantes de la famille des Begoniaceae. Ce bégonia est originaire d'Amérique du Sud. L'espèce fait partie de la section Ephemera. Elle a été décrite en 1855 par Johann Friedrich Klotzsch (1805-1860). L'épithète spécifique subvillosa signifie « pourvue de poils assez doux », en référence à la fine pilosité qui recouvre presque toute la plante.
En 2018, l'espèce a été assignée à une nouvelle section Ephemera, au cycle annuel, au lieu de la section Begonia.

## Description

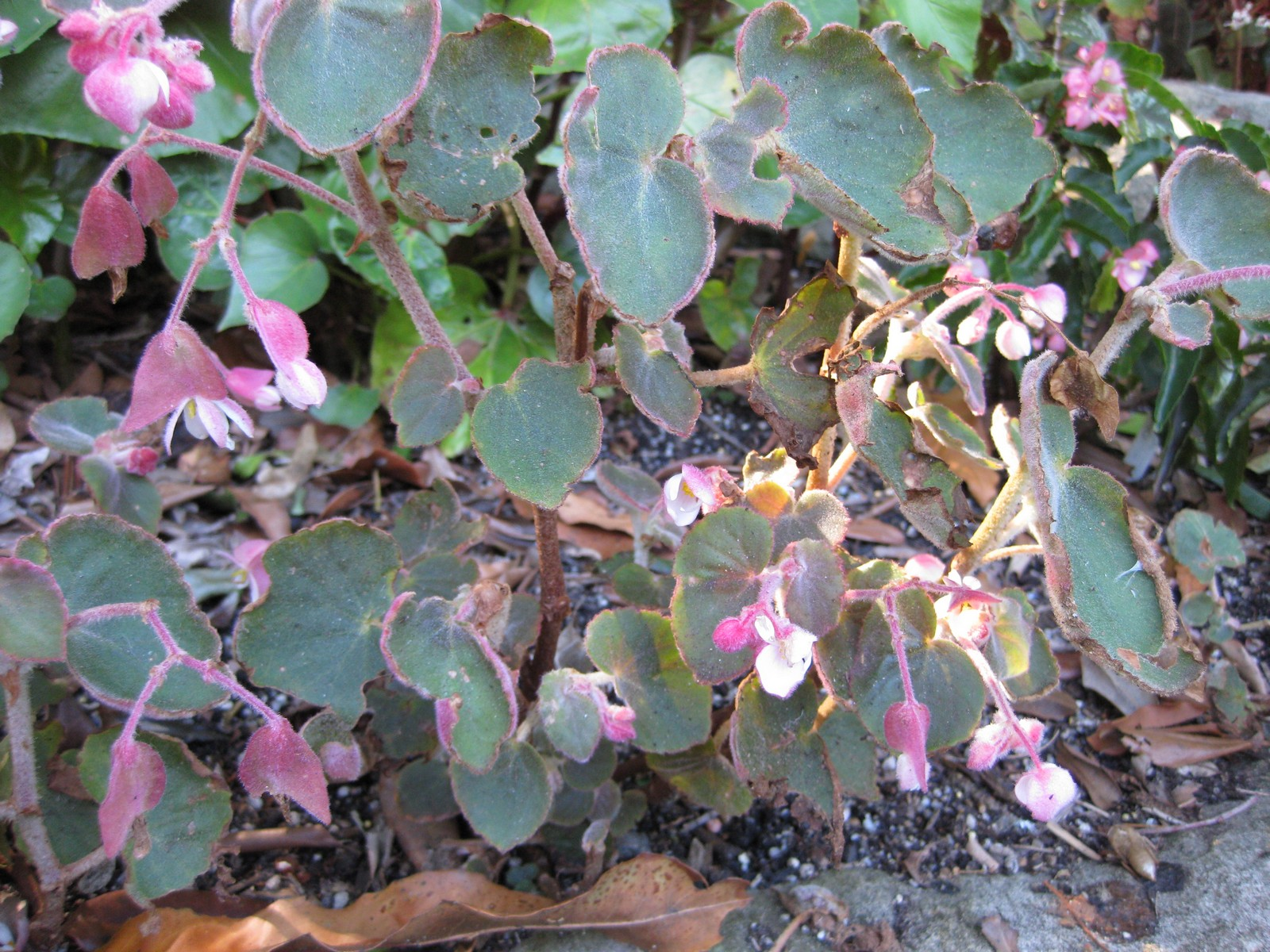
Vue d'ensemble
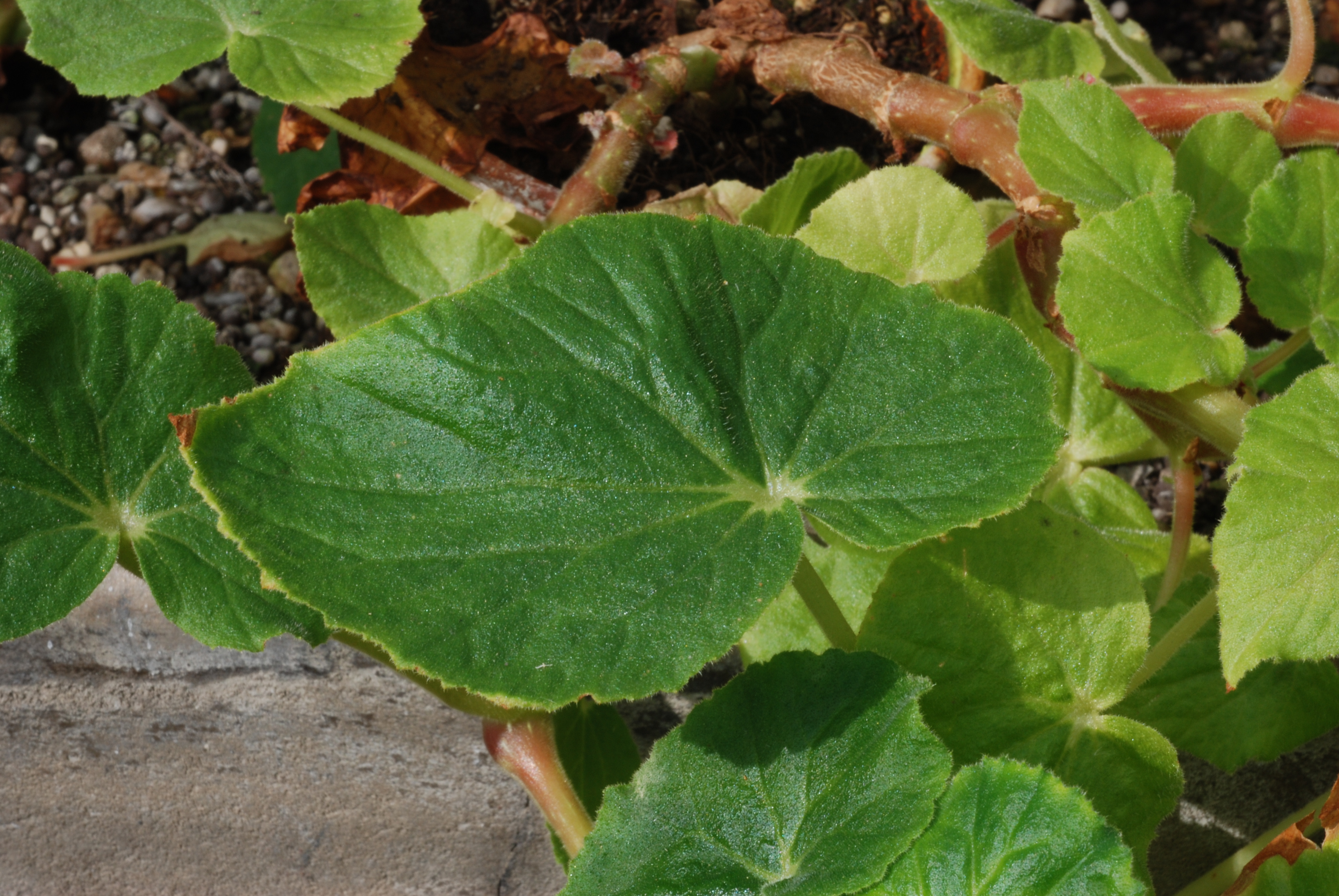
Feuille
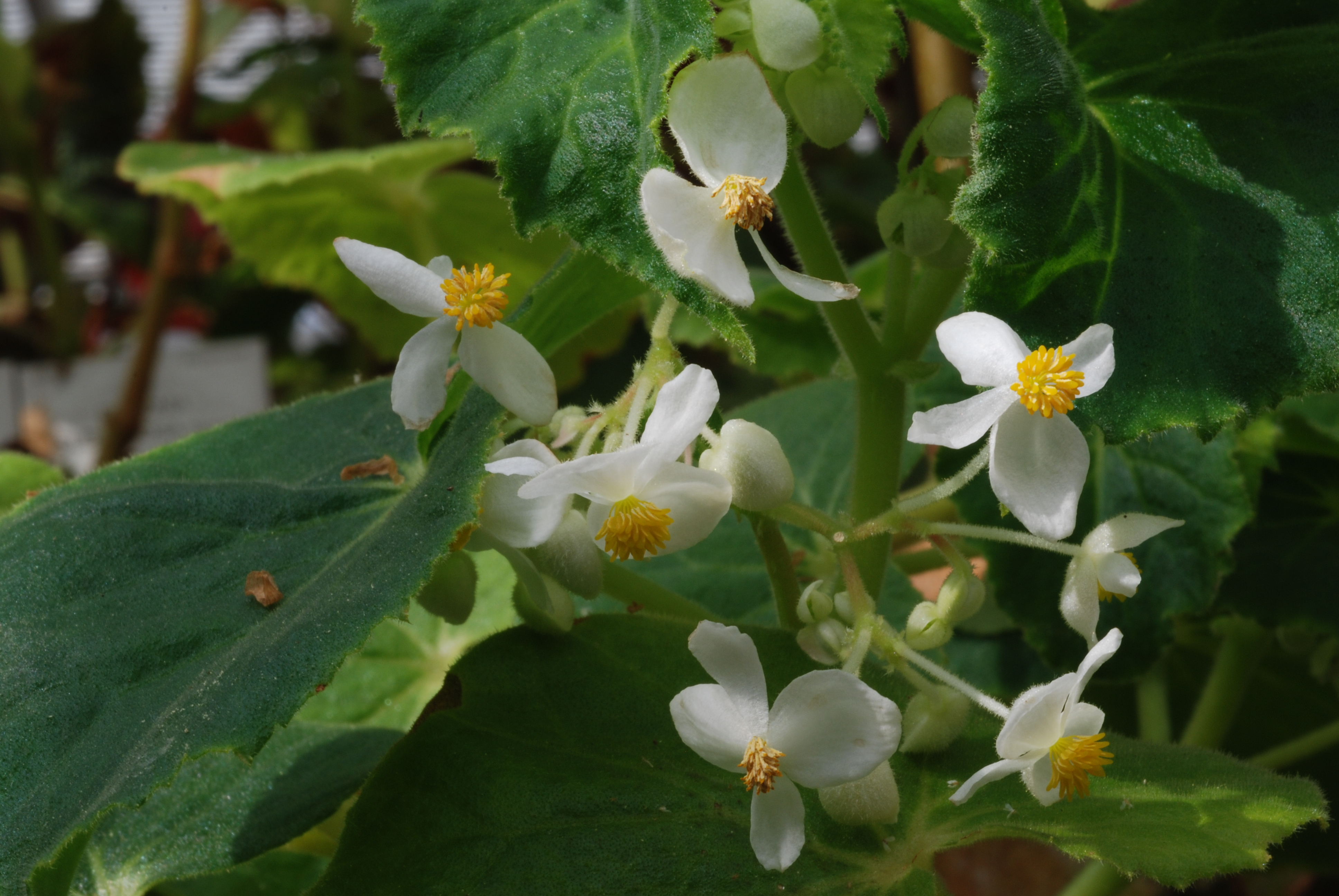
Inflorescence avec fleurs mâles
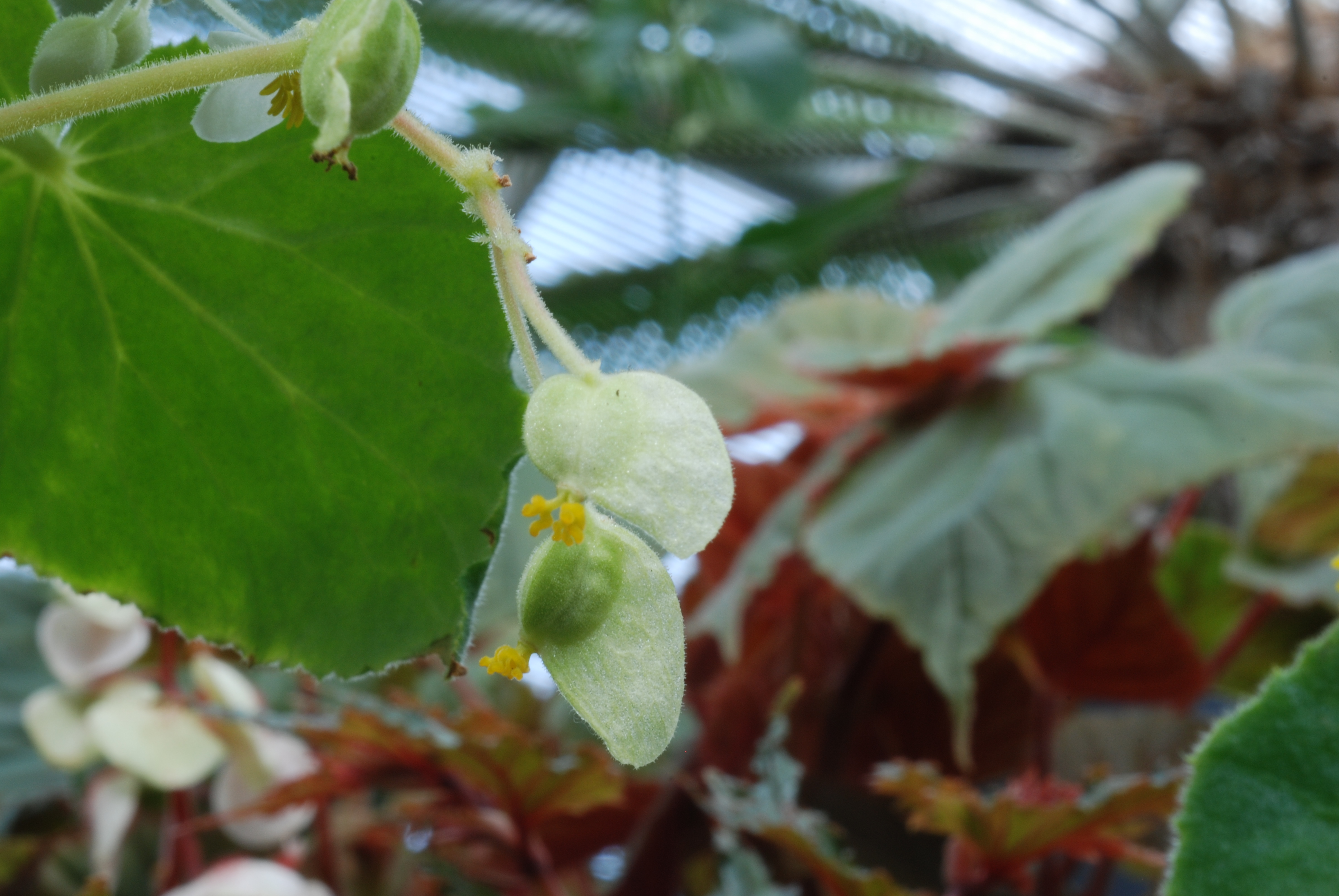
Fleurs femelles et capsule en formation

## Répartition géographique
Cette espèce est originaire des pays suivants : Argentine ; Brésil ; Paraguay.

## Liste des variétés
Selon Tropicos (23 février 2017) (Attention liste brute contenant possiblement des synonymes) :
- variété Begonia subvillosa var. leptotricha (C. DC.) L.B. Sm. & Wassh.
- variété Begonia subvillosa var. subvillosa